# Prometopidia
Prometopidia is een geslacht van vlinders van de familie spanners (Geometridae), uit de onderfamilie Ennominae.

## Soorten
- P. arenosa Wiltshire, 1961
- P. conisaria Hampson, 1902